# Außen Top Hits, innen Geschmack
Außen Top Hits, innen Geschmack ist das zweite Studioalbum der deutschen Hip-Hop-Gruppe Fettes Brot, das im September 1996 erschien.

## Entstehung und Veröffentlichung
Die Erstveröffentlichung von Außen Top Hits, innen Geschmack erfolgte am 12. September 1996 bei Alternation Records. Das Album erschien in seiner Originalausführung als LP mit 14 Titeln (Katalognummer: IRS 963.501). Am 30. September desselben Jahres erschien es erstmals als CD-Ausführung (Katalognummer: INT 845.284), diese wurde unter anderem am 21. Oktober 2016 nochmal neu aufgelegt (Katalognummer: FBS00031-2).
Geschrieben und produziert wurden die Lieder von wechselnden Autoren und Produzenten. Während die beiden Fettes-Brot-Mitglieder Boris Lauterbach (König Boris) und Björn Warns (Björn Beton) hauptsächlich beim Schreibprozess involviert war, tätigte ihr Bandkollege Martin Vandreier (Dokter Renz) hauptsächlich die Produktion.
Der Albumtitel ist ein Anspielung auf einen Werbeslogan für Toppits-Gefrierbeutel von Melitta: „Außen Toppits, innen Geschmack“.

## Titelliste
1. Spiel mir das Lied vom Brot – 2:59
2. Jein – 5:54
3. Hallo Hip Hop – 4:42
4. In ist – 4:39
5. Mal sehen – 3:49 (feat. Eißfeldt)
6. Schocktherapie – 4:07
7. … und ich geh nicht zum Arzt – 7:15 (feat. Arme Ritter)
8. Mikrokosmonaut – 4:26
9. Supermann & Mondgesicht – 4:18
10. Die Einsamkeit der Klofrau – 8:09
11. Nordisch by Nature (Teil 3) – 1:23
12. Silberfische in meinem Bett – 3:57
13. Kleines Kind – 4:14
14. Wildwechsel – 6:58 (feat. Das Bo, Holundermann, Master P, Maximillian, Spax & Der Tobi)

## Singleauskopplungen
| Jahr | Titel                       | Höchstplatzierung, Gesamtwochen, AuszeichnungChartplatzierungen (Jahr, Titel, , Platzierungen, Wochen, Auszeichnungen, Anmerkungen) | Höchstplatzierung, Gesamtwochen, AuszeichnungChartplatzierungen (Jahr, Titel, , Platzierungen, Wochen, Auszeichnungen, Anmerkungen) | Anmerkungen                           |
| Jahr | Titel                       | DE | CH | Anmerkungen                           |
| ---- | --------------------------- | --- | --- | ------------------------------------- |
| 1996 | Jein                        | DE10 (23 Wo.)DE | CH7 (19 Wo.)CH | Erstveröffentlichung: 1. April 1996   |
| 1996 | Mal sehen                   | DE68 (5 Wo.)DE | CH23 (6 Wo.)CH | Erstveröffentlichung: August 1996     |
| 1997 | Silberfische in meinem Bett | — | — | Erstveröffentlichung: 7. Januar 1997  |
| 1997 | Mikrokosmonaut              | — | — | Erstveröffentlichung: 27. Januar 1997 |
| 1997 | Schocktherapie              | — | — | Erstveröffentlichung: 27. Januar 1997 |

## Rezensionen
Bettina Dunkel von Puls schrieb, dass es Fettes Brot mit dem Album gelungen sei, das „HipHop-Image aufzupolieren“. Der Stil der Band auf dem Album wird mit dem der Beastie Boys verglichen. Die Rezensentin lobt den Wortwitz der Texte und bezeichnet den Inhalt des Albums als „lässigen Rhymebattle im Alltagsgeschichtenerzählen“.
Alec Weber von MZEE hielt fest: „Der Titel des Albums könnte nicht treffender sein: ‚Jein‘ überschattet zwar die übrigen Tracks, aber im Inneren der Platte entfaltet sich erst die vollständige Geschmacksexplosion der Brote.“ Die gesamte LP wirke wie eine „perfekte Einheit“, auch weil der Großteil der Songs von den drei Rappern selbst produziert wurde. Außerdem verschwämmen auf der Platte Storytelling, Wortwitz und ernstere Themen.

## Chartplatzierungen
Außen Top Hits, innen Geschmack stieg am 14. Oktober 1996 auf Rang zehn der deutschen Albumcharts ein, was zugleich die beste Platzierung darstelle. Das Album platzierte sich mit Unterbrechungen 15 Wochen in den Charts, letztmals am 10. März 1997.
| ChartsChartplatzierungen | Höchstplatzierung | Wochen |
| ------------------------ | ----------------- | ------ |
| Deutschland (GfK)        | 10 (15 Wo.)       | 15     |
| Österreich (Ö3)          | 21 (7 Wo.)        | 7      |
| Schweiz (IFPI)           | 14 (7 Wo.)        | 7      |